# Thomas Biagi
Thomas Biagi (Bolonia, Italia, 7 de mayo de 1976) es un piloto de automovilismo de velocidad que compitió profesionalmente en gran turismos. Obtuvo el Campeonato FIA GT en 2003 y 2007 y la Superstars Series en 2010.

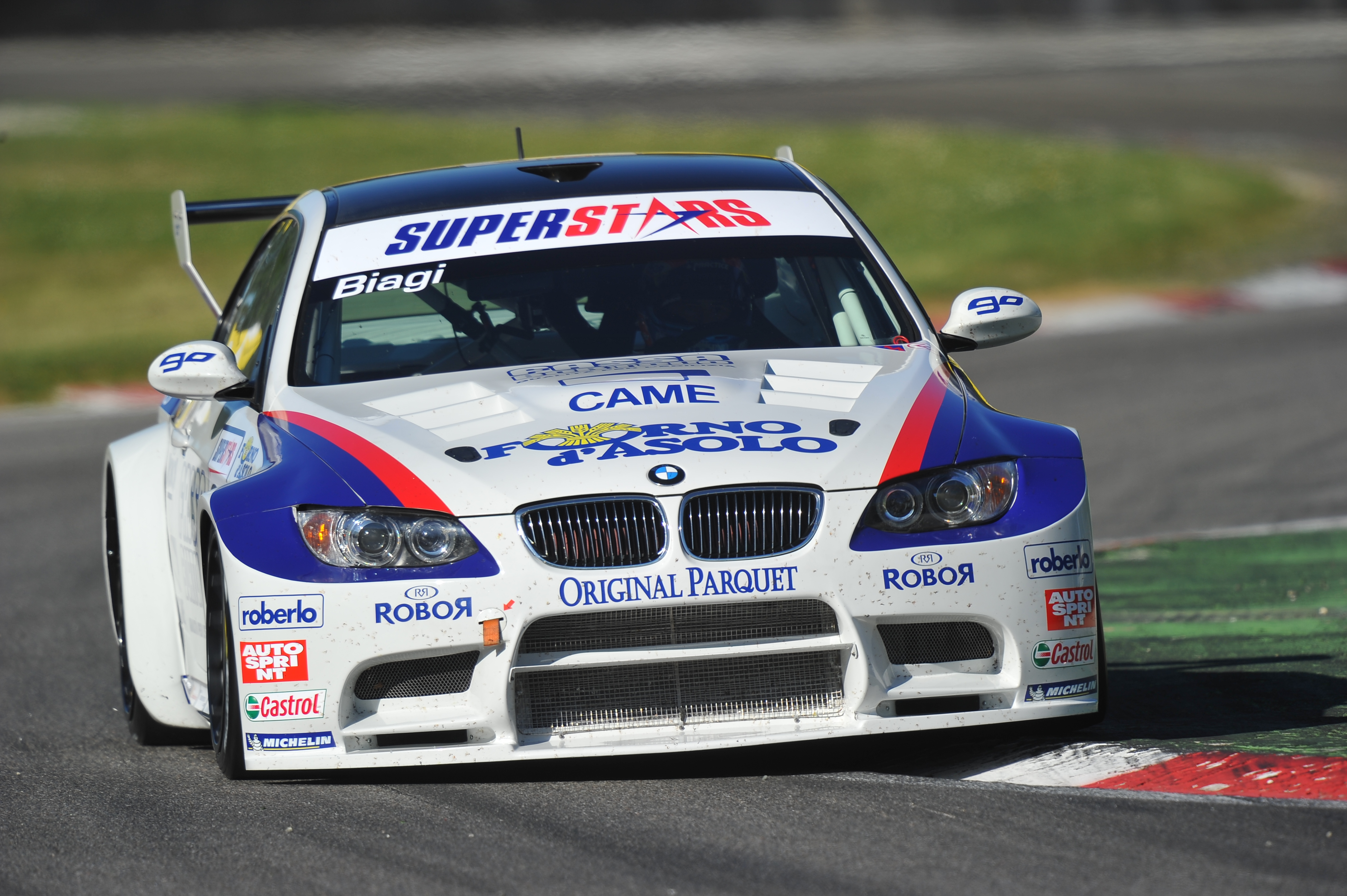
BMW M3 pilotado por Thomas Biagi en el Campeonato Superstars 2011.

## Karting y monoplazas
Biagi comenzó su carrera en el karting en el año 1987. En 1993 ascendió a la Fórmula Alfa Boxer, donde resultó sexto. En 1994 y 1995 participó en la Fórmula 3 Italiana, finalizando quinto con dos victorias en su segundo año, y disputó el Gran Premio de Mónaco de Fórmula 3 y el Masters de Fórmula 3. Además, en diciembre de 1995 probó un Fórmula 1 durante los test realizados por el equipo Minardi en el circuito de Fiorano.
Ese año, el italiano disputó la última fecha de la Fórmula 3000 Internacional en el equipo Auto Sport. Logró conservar la butaca para la temporada 1996, año en que puntuó en tres carreras y terminó 12.º en el campeonato. En 1997 lo contrató el equipo Nordic; en las tres carreras no logró clasificar. El resto del certamen lo disputó en el equipo GP Racing, sin lograr puntos. Biagi disputó las dos primeras fechas de 1998 para Coloni y las seis finales para Prema. Su mejor resultado fue un cuarto puesto, que le valió terminar en la 14.ª colocación final.
En 1999, Biagi no clasificó en las primeras cinco fechas de la Fórmula 3000 Internacional en el equipo Monaco. A continuación, volvió a competir para GP Racing, pero ahora en la Fórmula 3000 Italiana. Allí logró tres podios en las tres carreras, que le bastaron para obtener el cuarto puesto en el clasificador final. El equipo lo retuvo para la temporada 2000; marcó otros dos podios y quedó quinto en el campeonato. El campeonato se convirtió en la Fórmula 3000 Europea en 2001. Biagi ganó una carrera y consiguió otros tres podios, de manera que obtuvo el subcampeonato detrás de Felipe Massa. En 2002 pasó a pilotar para Ghinzani, con el que obtuvo tres podios y resultó quinto.

## Gran turismos
Biagi dejó de competir en monoplazas en 2003, al ser contratado por BMS Scuderia Italia para disputar el Campeonato FIA GT con una Ferrari 550 de la clase GT1 Junto a Matteo Bobbi, ganó seis carreras de diez, por lo que obtuvo los títulos de pilotos y equipos. En 2004 compitió con la remodelada Ferrari 575M Maranello, pero ahora en carreras de resistencia para el equipo Barron Connor. En la renacida European Le Mans Series, fue subcampeón de pilotos y equipos de la clase GTS con un podio en cuatro carreras. También disputó con idéntica alineación las 12 Horas de Sebring, donde terminó segundo en su clase a 22 vueltas del Chevrolet Corvette vencedor, y las 24 Horas de Le Mans, donde abandonó. También disputó una fecha del Campeonato FIA GT en una Ferrari 550 de BMS Scuderia Italia, logrando el tercer puesto.
El italiano retornó al Campeonato FIA GT en 2005, donde pilotó una Maserati MC12 de la clase GT1 para Vitaphone junto a Fabio Babini. Lograron dos victorias y siete podios en las once carreras, con lo que ambos quedaron sextos en el campeonato de pilotos y ayudaron a que el equipo obtuviera el campeonato. Su compañero de butaca en Vitaphone pasó a ser Jamie Davies para la temporada 2006. Cosechó dos victorias y seis podios, de manera que finalizó séptimos en el campeonato de pilotos y retuvo el campeonato de equipos.
En su tercer año en Vitaphone, Biagi fue acompañado por Michael Bartels en la mayoría de las carreras. El italiano ganó dos veces y subió al podio en cinco oportunidades, incluyendo las 24 Horas de Spa, donde finalizó segundo junto a Bartels, Eric van de Poele y Pedro Lamy. Eso le bastó para acumular más puntos de Maserati, Aston Martin y Chevrolet y obtener su segundo campeonato, además de ayudar a Vitaphone a defender nuevamente su título de equipos.
Biagi retornó a Ferrari en 2008, esta vez como piloto de AF Corse en la clase GT2 del Campeonato FIA GT. Allí corrió junto a Christian Montanari en una Ferrari F430. Obtuvo cuatro podios pero ninguna victoria, de modo que terminó sexto en el campeonato de pilotos de GT2. Como consuelo, contribuyó a que AF Corse obtuviera cómodamente el título de equipos. El italiano también disputó las 24 Horas de Le Mans en una Ferrari F430 de la clase GT2 para AF Corse, acompañando a Toni Vilander y Montanari, aunque abandonó, y las 24 Horas de Daytona en una Ferrari F430 de Coast to Costa.
El piloto disputó la Speedcar Series en la temporada 2008/09. Logró tres podios en ocho carreras y finalizó sexto en el campeonato. Durante 2009, Biagi tuvo un programa. Continuó disputando el Campeonato FIA GT en la clase GT1, aunque irregularmente: disputó dos carreras junto a Thomas Mutsch en un Ford GT de Matech, y cuatro carreras acompañando a Xavier Maassen en un Chevrolet Corvette de Luc Alphand. Logró un solo podio y finalizó 14.º en el campeonato. Simultáneamente, corrió cuatro de cinco carreras de la European Le Mans Series en un Lola B08/80 de la clase LMP2 para Racing Box, en compañía de Bobbi y Andrea Piccini. Logró una victoria y puntuó en otras dos carreras, con lo cual quedó noveno en el campeonato de pilotos de LMP2 y cuarto en el de equipos. También participó en las 24 Horas de Le Mans con la misma formación, debiendo abandonar.

## Superstars
En 2010, Biagi pasó a competir en la Superstars Series, como piloto oficial de BMW en el equipo de Ravaglia al volante de un BMW M3. Ese año ganó tres carreras y ocho podios en 20 carreras, de manera que obtuvo el campeonato italiano y el internacional. Al año siguiente, obtuvo dos triunfos y seis podios en 18 carreras. Así, finalizó cuarto tanto en el campeonato italiano como en el italiano.
En 2011, Ravaglia se retiró del certamen y Biagi pasó a correr en Dinamic, con asistencia técnica de Ravaglia. Obtuvo dos victorias y seis podios, de modo que quedó cuarto tanto en el campeonato italiano como en el internacional. Asimismo, disputó el Campeonato Italiano de GT para Ravaglia con un BMW Z4 de la clase GT3. Continuando como piloto de Dinamic en la Superstars Series 2012, Biagi obtuvo siete podios en 16 carreras, pero no se alzó con ninguna victoria y terminó el campeonato en la tercera colocación, por detrás de Johan Kristoffersson y Vitantonio Liuzzi.
El piloto fichó por Romeo Ferraris, el equipo oficial de Mercedes-Benz, para la temporada 2013 de la Superstars Series. Obtuvo dos triunfos y ocho podios con su Mercedes-Benz Clase C, por lo que resultó cuarto en ambos campeonatos.